# 愛媛県立宇和島南中学校
| 愛媛県立宇和島南中学校                                                                                | 愛媛県立宇和島南中学校       |
| --- | ---------------------------- |
| 過去の名称                                                                                            | 愛媛県立宇和島南高等学校     |
| 現在の名称                                                                                            | 愛媛県立宇和島南中等教育学校 |
| 国公私立の別                                                                                          | 公立学校                     |
| 設置者                                                                                                | 愛媛県                       |
| 理念                                                                                                  | 輝く瞳の君であれ             |
| 校訓                                                                                                  | 自主・自律・健康             |
| 設立年月日                                                                                            | 2003年                       |
| 共学・別学                                                                                            | 男女共学                     |
| 学期                                                                                                  | 3学期制                      |
| 所在地                                                                                                | 〒798-0066                   |
| 愛媛県宇和島市文京町5番1号 北緯33度12分54秒 東経132度33分28秒 座標 北緯33度12分54秒 東経132度33分28秒 |                              |
| ウィキポータル 教育ウィキプロジェクト 学校                                                            |                              |

愛媛県立宇和島南中学校 （えひめけんりつうわじまみなみちゅうがっこう）は、愛媛県立宇和島南高等学校から愛媛県立宇和島南中等教育学校に移行させる際に、宇和島南高等学校の生徒を「宇和島南高等学校」の名称で卒業させるために一時的に配置された中学校。
開校時には、志願者数が400人程いた。

## 沿革
- 2002年7月12日 - 愛媛県県立学校設置条例の一部を改正する条例公布[1]。
- 2003年4月1日 - 愛媛県立宇和島南中学校が愛媛県立宇和島南高等学校に併設のうえで設立、開校。(中高一貫教育開始)
- 2006年 - 中等教育学校への移行のため愛媛県立宇和島南中学校廃校。愛媛県立宇和島南中等教育学校設置[2]。

## 歴代校長
- 2003年〜2004年（平成16年）　宮崎学
- 2004年〜2005年（平成18年）　谷本賢治

## 中等教育学校への移行
愛媛県の施策により、県内に3つ（東中南予に各1つ）の中高一貫教育校を作ることになり、南予地区の中高一貫教育校として2003年（平成15年）4月に宇和島南高等学校に宇和島南中学校を併設した。そして、普通科の宇和島南高等学校の生徒が卒業した後、宇和島南中学校は宇和島南中等教育学校に改称された。そのため、「宇和島南中学校」という名称は3年間しか存在していなかった。

## 現在の外部リンク
- 宇和島南中等教育学校 - 当校後身校